# Dryopteris sumbawensis
Dryopteris sumbawensis là một loài dương xỉ trong họ Dryopteridaceae. Loài này được C.Chr. ex Rensch mô tả khoa học đầu tiên năm 1934.
Danh pháp khoa học của loài này chưa được làm sáng tỏ. 